# Inschrift von Pasinler
Die Inschrift von Pasinler ist eine urartäische  Bauinschrift, die sich heute im Museum Istanbul befindet. Der Stein ist am oberen und unteren Rand leicht beschädigt.
Die Inschrift handelt vom Bau einer Festung durch den urartäischen König Menua:

„"Ḫaldi dem mächtigen hat Menua, Sohn des Išpuini, diese mächtige Festung (É.GAL) erbaut. Für Ḫaldi den Großen, Menua, Sohn des Išpuini, Herr der Gesamtheit, Großkönig, König des Landes Biainili, Herrscher der Stadt Tušpa."“

Hasankale, die Befestigung auf dem Burgberg von Pasinler hat also vermutlich einen urartäischen Vorgängerbau. Paul Zimanski nimmt an, dass er errichtet wurde, um die Region nach dem Sieg über Diaueḫe zu kontrollieren, Sagona will diese Festung dagegen in Kayalık Tepe bei Uzunahmet lokalisieren.
Die Inschrift wurde bereits 1835 durch den französischen Reisenden Félicien de Saulcy abgebildet.